# نیبو (استان اشوی‌داشکسیه)
نیبو (به لهستانی: Niebo) یک منطقهٔ مسکونی در لهستان است که در گمینا کونگسکیه واقع شده‌است. نیبو ۹۰ نفر جمعیت دارد.